# 古山彩美
古山 彩美（ふるやま　あやみ、1985年11月18日 - ）は、日本の女優。東京都出身。アールジュー所属。

## 出演

### テレビドラマ
- セクシーボイスアンドロボ（2007年、日本テレビ）
- 菊次郎とさき（2007年、テレビ朝日）
- 貧乏男子（2008年、日本テレビ）
- あなたには渡さない（2018年、テレビ朝日）第4・5話
- 半沢直樹（2020年、日本テレビ）再生検討チーム・タスクフォース役 レギュラー
- 夜がどれほど暗くても（2020年、WOWOW）女性刑事役
- 最愛（2021年、TBS）

### 映画
- 人間失格 太宰治と3人の女たち(2019年)
- 魔進戦隊キラメイジャー THE MOVIE ビー・バップ・ドリーム(2020年)眠る母役

### 再現ドラマなど
- 東京カレンダー港区おじさん（2019年、配信）
- セカイ系バラエティ 僕声シーズン2（2019年、TOKYO�MX）
- 世界一受けたい授業（2019年、日本テレビ）再現母役
- 日本経済新聞社「キャリアカウンセリング入門」DVD

### 舞台
- 劇団川末「英雄にあこがれる」（2008年)
- 人色社「卒塔婆小町」（2008年)
- 「天才バカボンのパパなのだ」（2009年)
- ＴＹＰＥＳ「月葬」（2009年)
- 護送撃団方式「芥」（2010年)
- 護送撃団方式「パンドラの鐘」（2011年)
- 護送撃団方式「山鳴～ヤマナラシ～」（2012年)
- ＬｉｆｅＲ「ｍｓｅｃ」 （2013年)
- 劇団Ｃ２「Eternal Malice－英雄の作り方ー」（2013年)
- 劇団Ｃ２「ブリの照り焼き」（2013年)
- 護送撃団方式「伽羅倶璃～カラクリ～」（2013年)
- ノーコンタクツ「あの空の向こうへ」（2014年)
- ノーコンタクツ「もの２けの姫」（2014年)
- メガネふち黒色組「メガネを外さないで」（2014年)
- 演劇ユニットチャンぷる「コンフリクト」（2014年)
- 護送撃団方式「髄ーZUIー」（2014年)
- 護送撃団方式「メンタルトレーナーのくせに」（2015年)
- ＬｉｆｅＲ「大人の為の怪奇な読み聞かせ ２版」（2015年)
- ノーコンタクツ「風の谷、なう。」（2016年)
- 劇団Ｃ２「Trinity LINKS Ⅱ -偽りに眠る女神-」（2016年)
- 劇団えのぐ「---黄離取リ線---」（2016年)
- ＬｉｆｅＲ「互助-核戦略基礎講義×初級造園講座-」（2017年)